# 187th Fighter Wing

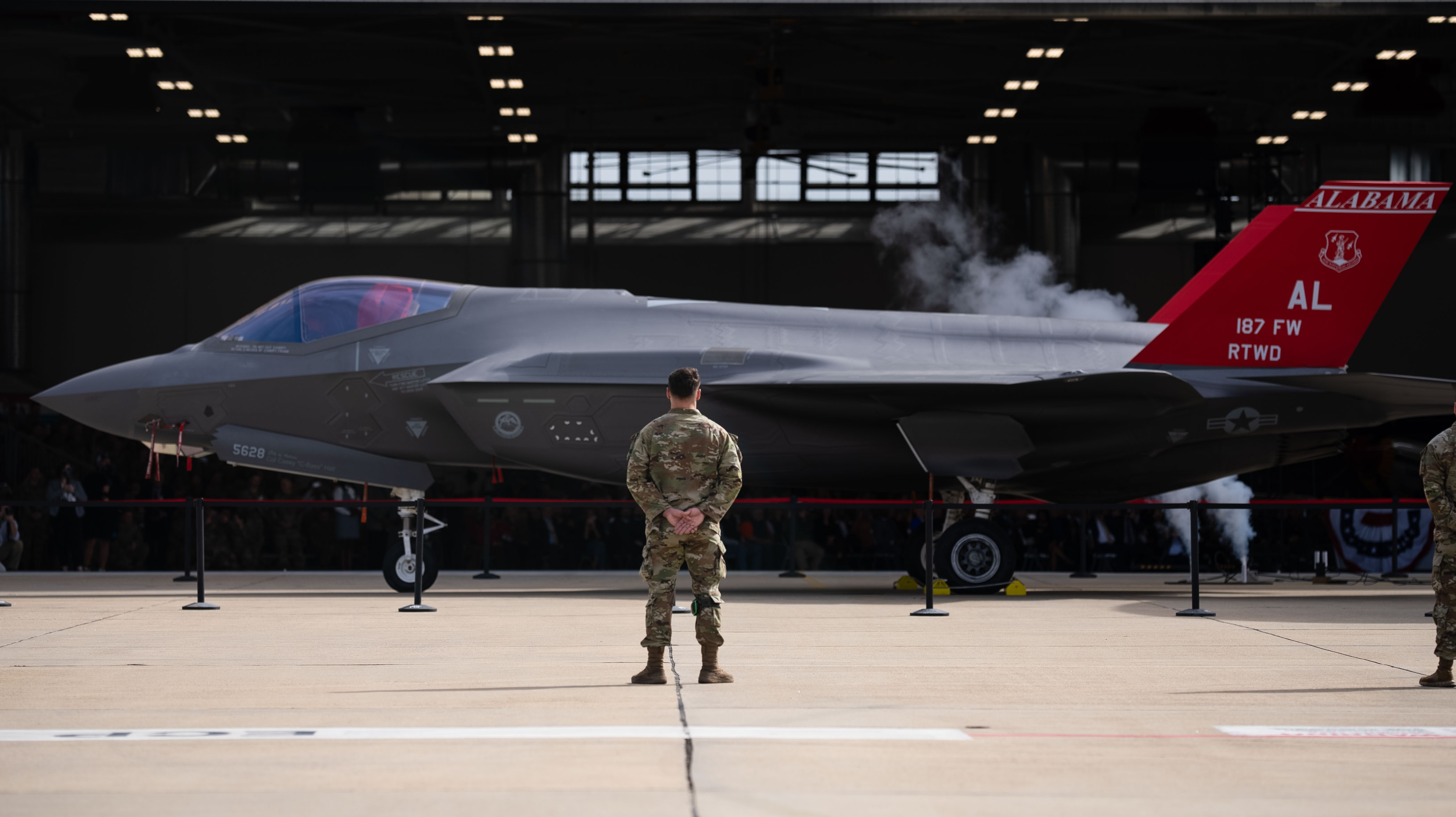
F-35A dello Stormo

Il 187th Fighter Wing è uno Stormo da caccia della Alabama Air National Guard. Riporta direttamente all'Air Combat Command quando attivato per il servizio federale. 
Il suo quartier generale è situato presso la Montgomery Air National Guard Base, Alabama.

## Organizzazione
Attualmente, al 2024, esso controlla:
- 187th Operations Group
  - 187th Operations Support Flight
  -  100th Fighter Squadron - Equipaggiato con F-35A
- 187th Maintenance Group
  - 187th Aircraft Maintenance Squadron
  - 187th Maintenance Operations Flight
  - 187th Maintenance Squadron
- 187th Mission Support Group
  - 187th Civil Engineering Squadron
  - 187th Communications Flight
  - 187th Services Flight
  - 187th Logistics Readiness Squadron
  - 187th Security Forces Squadron
- 187th Medical Group